# Palau Vitturi
El Palau Vitturi és un palau de Venècia, situat al barri de Castello, al costat nord-est del Campo Santa Maria Formosa, del qual n'és l'edifici més antic.

## Història
El palau és un edifici molt antic: va ser construït a la segona meitat del segle XIII i al llarg dels segles ha estat objecte de reformes i modernitzacions sense comprometre la seva distribució original.
Avui dia, en bon estat de conservació, l'edifici acull activitats hoteleres i comercials.

## Descripció
La façana del Palau Vitturi és la d'una estructura veneciana-romana d'Orient dels segles XIII-XIV.
De particular importància són les obertures i decoracions de la planta principal : una finestra central apuntada quadrifora, flanquejada per dos parells de finestres monófores, al voltant de les quals encara es poden veure els panells i les pàteres de l'edifici original. Les balustrades amb què estan equipades aquestes obertures fan referència a èpoques posteriors (segles XVI - XVII).
A l'entresol, cal destacar al centre una petita finestra trifora amb arc de mig punt .
La planta superior, amb les seves obertures rectangulars, és posterior a la resta del complex; la planta baixa també ha perdut les seves característiques originals.
A l'interior, a la planta principal, es conserven alguns frescos.